# Колос Григорій Оксентійович
Григорій Оксентійович Колос (Колосов) (5 січня 1892, село Дмитрівка Кам'янець-Подільського повіту Подільської губернії, тепер Хмельницька область — розстріляний 26 травня 1937, місто Москва, Російська Федерація) — радянський державний і військовий діяч, учасник громадянської війни, голова Криворізького і Дніпропетровського окрвиконкомів. Член ВУЦВК і ЦВК СРСР.

## Біографія
Народився в селянській родині. Працював коректором столичної друкарні, отримав вищу освіту, служив на залізниці.
Член РСДРП(б) з 1917 року.
У 1917 році — голова профспілки залізничних службовців Катерининської залізниці. З березня 1918 року, під час гетьманської Української Держави, в підпіллі міста Катеринослава, голова залізничного революційного комітету та начальник бойового штабу Катерининської залізниці. У листопаді 1918 року — командувач повстанськими військами Катеринославо-Донецького району, що діяли проти військ УНР.
З квітня 1919 року служив у політичних відділах 2-ї Української Червоної армії і 14-ї Червоної армії. З липня 1919 року — член Революційної військової ради і штабу, командувач партизанськими загонами Лозово-Синельниківського району, командувач і начальник Головного штабу повстанських радянських військ Лівобережної та південно-східної частини Правобережної України. Боровся з військами генерала Денікіна. Одночасно, рішенням Симона Петлюри був призначений Головним отаманом повстанських військ УНР.
У лютому — травні (за іншими даними — березні) 1920 року — народний комісар внутрішніх справ УСРР. З травня 1920 року — особливоуповноважений Особливого відділу штабу тилу Південно-Західного фронту, начальник відділення Особливого відділу фронту боротьби із загонами Махна, з серпня 1920 року — в Особливому відділі ДПУ 13-ї армії, в апараті Революційної військової ради Південного фронту. У 1921 році — завідувач підвідділу по боротьбі з бандитизмом Запорізької губернської надзвичайної комісії (ЧК).
У 1921—1922 роках — заступник голови виконавчого комітету Запорізької губернської ради робітничих і селянських депутатів. З жовтня по грудень 1922 року — голова виконавчого комітету Запорізької губернської ради робітничих і селянських депутатів.
У 1922—1923 роках — заступник голови виконавчого комітету Катеринославської губернської ради робітничих і селянських депутатів.
У 1923—1924 роках — голова виконавчого комітету Криворізької окружної ради.
У 1924—1925 роках — заступник голови виконавчого комітету Катеринославської губернської ради.
Потім перебував на радянській та господарській роботі, працював завідувачем Дніпропетровського окружного відділу місцевої промисловості.
У 1927—1929 роках — голова виконавчого комітету Дніпропетровської окружної Ради.
У 1927 році видав у Дніпропетровську свої мемуари «Заметки о подполье и вооружённой борьбе, 1918—1919» — унікальне джерело про махновський рух.
Потім — на господарській роботі. У 1936 році працював керуючим тресту «Мосстройдеталь». Проживав у Москві. Заарештований 2 листопада 1936 року органами НКВС. Був необґрунтовано репресований. Військовою колегією Верховного Суду СРСР 25 травня 1937 року за звинуваченням в участі в контрреволюційній терористичній організації засуджений до розстрілу. Вирок виконаний 26 травня 1937 року в Москві. Похований у Москві на Донське кладовище. Ухвалою Військової колегії Верховного Суду СРСР від 22 грудня 1956 року повністю реабілітований.

## Нагороди
- орден Червоного Прапора (1925)